# 危险关系 (音乐剧)
《危险关系》是一部俄罗斯原创音乐剧，改编自法国将军、发明家和作家皮埃尔·乔德洛斯·德拉克洛斯的同名书信体小说。由格列布·馬維契克（Gleb Matveychuk）作曲，凱倫·卡瓦萊揚（Karen Kavaleryan）及瓦萊里·亞列緬科（Valery Yaremenko）作词。
首演于2021年6月19日在莫斯科文化艺术中心举行。
该音乐剧是2014年音乐剧《激情领地》 的更新版本，由亚历山大·巴卢耶夫制作和執导，他还扮演瓦尔蒙子爵的角色。

## 剧情
这部音乐剧改编自喬德洛斯·德拉克洛斯的小说《危险关系》 。故事背景发生於十八世纪的巴黎。 在故事的中心，德瓦尔蒙子爵和侯爵夫人是无聊的人，他们喜欢玩弄周围人的生活 。侯爵夫人的前情人德格库尔先生将迎娶她的母亲（德沃朗格夫人）最近从修道院带走的教女塞西尔·德·沃朗热。侯爵夫人想对热尔库尔报仇，因此要求子爵勾引年轻的沃朗格，以使伯爵成为社会的笑柄。子爵痴迷于德图维尔夫人，一位忠诚且敬畏上帝的已婚女士。 Volange 夫人向 de Tourvel 夫人讲述了很多关于 Valmont 的事情，她本人曾经因为疏忽而落入他的网络。仆人阿佐兰告诉子爵塞西尔母亲要让德图维尔夫人对抗瓦尔蒙，然后子爵决定帮助侯爵夫人以报复德沃朗热夫人。 
塞西尔爱上了一位年轻的竖琴师丹萨尼骑士，侯爵夫人建议沃兰奇夫人收他为塞西尔的音乐老师。一种伟大而明亮的感觉在年轻人之间爆发。
与此同时，子爵爱上了德图维尔夫人，并意识到他的心仍然能够承受严肃的经历。 

## 人物[12]
| 瓦尔蒙子爵Vicomte de Valmont       | 一个愤世嫉俗、冷漠无情的诱惑者，恐惧于自己的灵魂已经失去了爱的能力                           |
| 梅特伊侯爵夫人Marquise de Merteuil | 一位审慎而冷酷的女贵族，将别人的感情和声誉玩弄在股掌之中                                     |
| 图尔维夫人Madame de Tourvel        | 一个贤惠的妻子陷入了自己隐藏的欲望的陷阱                                                     |
| 当瑟尼骑士Chevalier Danceny        | 拥有优美嗓音的年轻音乐老师，Volange 家族的客座老师                                           |
| 塞西尔•沃朗热小姐Cécile de Volange | Marquise de Merteuil 的教女，Volanges 夫人的女儿，一个天真的年轻女孩，被从修道院带走嫁给伯爵 |
| 沃兰热夫人Madame de Volanges       | Cécile de Volanges 的母亲，巴黎古怪的八卦                                                    |
| 阿索兰Azolan                       | 是瓦尔蒙子爵的仆人，其魅力不亚于他的主人                                                     |

## 音乐

### 第一幕
《危险游戏》 Dangerous  game -合唱
《复仇》 Revenge — 梅特伊侯爵夫人
“Caro mio ben”— 当瑟尼骑士
《禁忌之爱》 Forbidden  love — 图维尔夫人
《人人如此 》 All do this  — 阿索兰
 当瑟尼与塞西尔《我天外的乐园》 My  paradise — 当瑟尼与塞西尔
《黄金时代》 Oh,  Golden  days — 沃兰热夫人
《审判》 Trial — 瓦尔蒙子爵
《当你在我身边时》 When you are near me —  当瑟尼骑士

### 第二幕
《乾坤一掷》 The stakes are high - 合唱
 《咱们跳舞的时》 When we are dancing — 瓦尔蒙与图尔韦夫人二重唱
“睡我的天使”——瓦尔蒙子爵
《是什么让人们发疯？》Love —— 梅特伊侯爵夫人 
《策划婚礼的忙乱》Wedding alarm — 沃兰热夫人
《这是爱情》 It  Was  Love— 塞西尔·德·沃朗格
《卡萨诺瓦》 Casanova — 阿索兰
《甜蜜的剧毒》 Sweet  Poison — 图维尔夫人
《关于爱无一言一语》 Not a single word of love — 图维尔夫人、梅特伊侯爵夫人 、塞西尔·德·沃朗热
《决斗》 Duel  — 阿索兰
《飞翔，灵魂》— 合唱团
《爱的柔板》 Adagio — 瓦尔蒙子爵

## 版本

### 音乐剧《激情之境》（2014）[2]

#### 制作团队[13]
- 制片人：亚历山大·巴鲁耶夫[14]
- 执行制片人：Olga Matveychuk [15]
- 导演：亚历山大·巴卢耶夫
- 歌词：瓦列里·亚列缅科[4]
- 作词：Karen Kavalerian [4]
- 作曲：格列布·马特维丘克
- 编舞：波琳娜·普辛迪娜
- 音乐总监： Gleb Matveychuk [16]
- 服装设计师：Vita Sevryukova [17]
- 灯光设计师：伊万·维诺格拉多夫
- 化妆师：Olga Matveychuk [18]

#### 角色和表演者 (2014-2019)[19]
| 角色               | 艺术家                                                           |
| ------------------ | ---------------------------------------------------------------- |
| 瓦尔蒙子爵         | 亚历山大·巴卢耶夫                                                |
| 侯爵夫人德梅尔特伊 | 阿纳斯塔西娅 Makeeva , Lidia Velezeheva, Victoria Zhukova        |
| 德图维尔夫人       | Evgenia Ryabtseva , Maria Poroshina , Anastasia Makeeva          |
| 骑士邓萨尼         | 格列布·马特维丘克、丹尼斯·德姆基夫、亚历山大·卡兹敏              |
| 塞西尔·德·沃朗日   | 玛丽亚·伊瓦先科 ，安东尼娜·别列兹卡 ，斯维特兰娜·贝尔斯卡娅      |
| 德沃朗日夫人       | 塔季扬娜·鲁迪娜, 埃尔维娜·穆胡迪诺娃                             |
| 唑仑               | 瓦列里·亚列缅科 ,奥列格·马斯连尼科夫-沃伊托夫, 阿列克谢·博布罗夫 |

最初，演出是为莫索维特剧院创作的，但由于创作冲突，无法在该剧院的舞台上演出。
首映于 2014 年 6 月 10 日在综艺剧院举行。 

##### 首演 CAST：[19]
Marquise de Merteuil：阿纳斯塔西娅·马克耶娃
瓦尔蒙子爵：亚历山大·巴鲁耶夫
德·图维尔夫人：叶夫根尼娅·里亚布采娃
塞西尔·德·沃朗热：玛丽亚·伊瓦先科
Chevalier Danceny：格列布·马特维丘克
德·沃朗热夫人：埃尔维娜·穆胡迪诺娃
Azolan，Valmont 的仆人：Valery Yaremenko

#### 奖项和提名
2016年音乐剧表演《激情之境》参加远东阿穆尔秋节 。该剧导演亚历山大·巴鲁耶夫在“最佳导演处女作”提名中被电影节评委会授予金鹤奖 。 
| 年      | 节日       | 类别         | 被提名人          | 结果 |
| ------- | ---------- | ------------ | ----------------- | ---- |
| 2016 年 | 阿穆尔秋天 | 最佳导演处作 | 亚历山大·巴鲁耶夫 | 胜利 |

### 音乐剧《危险关系》（2021 年）
音乐表演《激情之境》一直持续到2019年 。在因大流行而封锁期间，表演进行了重大修改，还组织了全俄选角，最后阶段于 2021 年 4 月 2 日在莫斯科的莫斯科联邦中心举行 。大部分音乐素材与演出的音乐剧表演保持一致（更改了丹斯尼的咏叹调，增加了瓦尔蒙特的咏叹调），演员阵容和场景完全更新，情节略有变化。 

#### 制作团队
- 制片人：格列布·马特韦丘克
- 导演：格列布·马特维丘克
- 歌词：瓦列里·亚列缅科
- 作词：凯伦·卡瓦列里安
- 作曲：格列布·马特维丘克
- 编舞：Polina Pshindina、Victoria Goncharova
- 场景设计：安德烈·舒托夫
- 音乐总监：米哈伊尔·埃利塞夫
- 服装设计师：Vita Sevryukova
- 灯光设计师：伊万·维诺格拉多夫
- 化妆师：Olga Matveychuk
- 音响工程师：谢尔盖·达维登科[35]

#### 角色和表演者 (2021-2022)[36]
| 角色                 | 演员                                                                      |
| -------------------- | ------------------------------------------------------------------------- |
| 梅特伊侯爵夫人       | Galina Bezruk，Anastasia Vyshnevskaya                                     |
| 瓦尔蒙子爵           | Alexander Suhanov Andrey Shkoldychenko                                    |
| 图尔维夫人           | Marusya Berezhnaya、Yulia Dovganishina、Ekaterina Sales、Natalia Kulikova |
| 当瑟尼骑士           | Evgeny Kirillov，Alexander Lazin                                          |
| 塞西尔·德·沃兰热夫人 | Natalia Kulikova，Veronika Ustimova，Margarita Belova，Ekaterina Sales    |
| 沃兰热夫人           | Agata Vavilova，Julia Churakova                                           |
| 阿索兰               | Mikhail Sidorenko，Anton Derov                                            |

新版本于 2021 年 6 月 19 日在莫斯科联邦中心举行了首映式。

##### 首演：
梅特伊侯爵夫人： Galina Bezruk
瓦尔蒙子爵：Alexander Suhanov
图尔维夫人：Marusya Berezhnaya
丹尼斯骑士：Evgeny Kirillov
塞西尔•沃朗热小姐：Margarita Belova
沃兰热夫人：Agata Vavilova
阿佐兰：Anton Derov 

## 链接：
- 音乐网站 （页面存档备份，存于）

- Instagram 页面

## 笔记：
1. 1 2  . WORLD PODIUM.   [2022-02-05]. （原始内容存档于2022-02-05） （俄语）.
2. 1 2  . amoskva.com.   [2022-02-05]. （原始内容存档于2022-02-05）.
3. ↑  .   [2022-02-09]. （原始内容存档于2022-01-27） （俄语）.
4. 1 2 3  . ampravda.ru.   [2022-02-05]. （原始内容存档于2022-02-05） （俄语）.
5. 1 2  . Культура.РФ.   [2022-02-05]. （原始内容存档于2022-02-05）.
6. 1 2  . HELLO! Russia. 2014-10-15  [2022-02-05]. （原始内容存档于2022-02-05） （俄语）.
7. 1 2  . THR Russia.   [2022-02-05]. （原始内容存档于2022-02-05） （俄语）.
8. 1 2  . apitvdance.ru.   [2022-02-05]. （原始内容存档于2022-02-05）.
9. ↑  . www.russkoekino.ru.   [2022-02-05]. （原始内容存档于2022-02-05）.
10. ↑  . 2021-11-21  [2022-02-05]. （原始内容存档于2022-02-05） （俄语）.
11. ↑  Елена Трефилова. .   [2022-02-05]. （原始内容存档于2022-02-05） （俄语）.
12. ↑  . 2018-05-23  [2022-02-05]. （原始内容存档于2022-02-05） （俄语）.
13. 1 2  . fed.sibnovosti.ru.   [2022-02-05]. （原始内容存档于2022-02-05）.
14. ↑  .   [2022-02-05]. （原始内容存档于2022-02-05） （俄语）.
15. ↑  . vesti.ru.   [2022-02-05]. （原始内容存档于2022-02-05） （俄语）.
16. ↑  . www.directspeech.ru.   [2022-02-05]. （原始内容存档于2021-10-24） （俄语）.
17. ↑  . teatrpushkin.ru.   [2022-02-05]. （原始内容存档于2022-02-05）.
18. ↑  . Вокруг.ТВ.   [2022-02-05]. （原始内容存档于2022-02-05） （英语）.
19. 1 2 3  Татьяна Иванченко. .   [2022-02-05]. （原始内容存档于2021-10-27） （俄语）.
20. ↑  . 7Дней.ру.   [2022-02-05]. （原始内容存档于2021-10-26） （俄语）.
21. ↑  . Телепрограмма «Правда 24».   [2022-02-05]. （原始内容存档于2022-02-05） （俄语）.
22. ↑  . m24.ru.   [2022-02-05]. （原始内容存档于2022-02-05） （俄语）.
23. ↑  . irkutskmedia.ru.   [2022-02-05]. （原始内容存档于2022-02-05） （俄语）.
24. ↑  Коновалова Наталья. . Светский Город. 2014-07-26  [2022-02-05]. （原始内容存档于2022-02-05） （俄语）.
25. 1 2  . Свойкировский.рф.   [2022-02-05]. （原始内容存档于2022-02-05） （俄语）.
26. ↑  Усцов Алексей. . 59i.ru.   [2022-02-05]. （原始内容存档于2022-02-05）.
27. ↑  .   [2022-02-09]. （(дата) http://family-values.ru/kuda_poyti/kino_teatr_konsert/10_11_iunya_territoriya_strasti_4811.html 原始内容 请检查|url=值 (帮助)存档于2022-01-27） （俄语）.
28. ↑  . ampravda.ru.   [2022-02-05]. （原始内容存档于2022-01-27） （俄语）.
29. ↑  DVHAB.ru. . www.dvhab.ru.   [2022-02-05]. （原始内容存档于2022-02-05） （俄语）.
30. ↑   （俄语）.[]
31. ↑  . РИА Новости. 2016-09-26  [2022-02-05]. （原始内容存档于2022-01-27） （俄语）.
32. ↑  .   [2022-02-09]. （原始内容存档于2022-02-05） （俄语）.
33. ↑  . WORLD PODIUM.   [2022-02-05]. （原始内容存档于2022-01-27） （俄语）.
34. 1 2  Светский Город. . Светский Город. 2021-11-21  [2022-02-05]. （原始内容存档于2022-02-05） （俄语）.
35. ↑  . na-zapade-mos.ru.   [2022-02-05]. （原始内容存档于2022-02-05）.
36. ↑  alexandr ryjkov. .   [2022-02-05]. （原始内容存档于2022-02-05） （俄语）.